# 鍛冶宏美
鍛治 宏美（かじ ひろみ、1980年3月25日 - 2017年6月18日）は石川県鶴来町出身の日本の柔道家。52kg級の選手。身長158cm。得意技は大内刈、寝技。

## 経歴
66kg級で世界チャンピオンとなった森下純平や元73kg級世界2位の金丸雄介、グランドスラム・東京で優勝した宮川拓美と同じ鶴来坂田道場の出身。白山市立北辰中学校から津幡高校へ進むと、1年の時に全国高校選手権56kg級で優勝した。2年の時には世界ジュニア代表選考会でも優勝を果たした。世界ジュニアでは3位にとどまった。全国高校選手権では2連覇を達成した。筑波大学へ進学すると、1年の時には優勝大会で2位となった。2年の時には優勝大会で優勝を飾った。全日本ジュニアの57kg級では3位だった。3年の時には階級を52kg級に下げると、正力杯で優勝を飾った。世界学生でも優勝した。4年の時には正力杯で2位だったものの、優勝大会では2年ぶりに優勝を果たした。2002年にはミキハウス所属となると、全国女子体重別で3位となった、2003年からは2年連続で実業個人選手権と講道館杯でそれぞれ3位となった。2017年に脳腫瘍で死去した。

## 主な戦績
56kg級での戦績
- 1996年 -　全国高校選手権　優勝
- 1996年 -　フランスジュニア国際　3位
- 1996年 -　世界ジュニア　3位
- 1997年 -　全国高校選手権　優勝
- 1997年 -　ドイツジュニア国際　2位

57kg級での戦績
- 1998年 -　ドイツジュニア国際　優勝
- 1998年 -　優勝大会　2位
- 1999年 -　イギリス国際　優勝
- 1999年 -　全日本ジュニア　3位
- 1999年 -　優勝大会　優勝
- 2000年 -　優勝大会 3位

52kg級での戦績
- 2000年 -　正力杯　優勝
- 2000年 -　世界学生　優勝
- 2001年 -　正力杯　2位
- 2001年 -　優勝大会 優勝
- 2002年 -　全国女子体重別　3位
- 2003年 -　実業個人選手権　3位
- 2003年 -　講道館杯　3位
- 2003年 -　韓国国際　3位
- 2004年 -　実業個人選手権　3位
- 2004年 -　講道館杯　3位

(出典、JudoInside.com)。